# Cyanea mauiensis
Cyanea mauiensis là loài thực vật có hoa trong họ Hoa chuông. Loài này được (Rock) Lammers mô tả khoa học đầu tiên năm 1998.